# 彼氏副矛䱛
彼氏副矛䱛為輻鰭魚綱鱸形目鱸亞目石首魚科的其中一種，分布東太平洋區，從瓜地馬拉至秘魯海域，本魚體細長兒側扁，其背的輪廓略微圓拱，吻突出，口小，前鰓蓋骨邊緣光滑，身體均勻的深褐色與青銅亮點;到紅腹銀色;胸鰭黑色，包括腋下，背鰭，腹鰭，臀鰭和尾鰭暗色，體長可達35公分，棲息在沿岸海域及海灣，屬肉食性，以蠕蟲及其他底棲性無脊椎動物等為食，可做為食用魚。